# Am Rande des Abgrunds (1982)
Am Rande des Abgrunds ist ein in den Alpen entstandenes US-amerikanisches Filmdrama aus dem Jahre 1982 mit Sean Connery in der Hauptrolle. Regisseur Fred Zinnemann gab hier seine inszenatorische Abschiedsvorstellung.

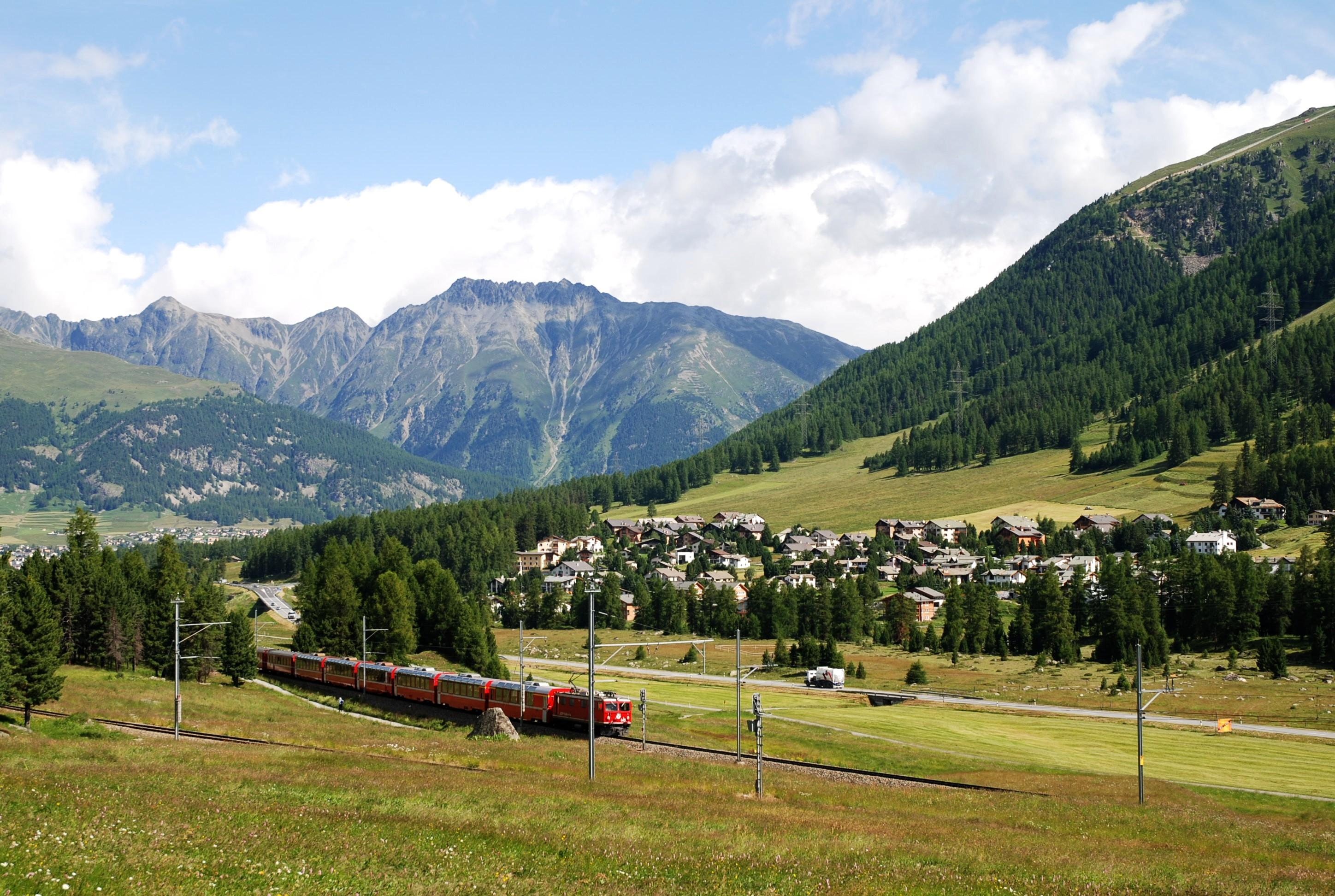
Pontresina (Graubünden)

## Handlung
Die Handlung der in den Schweizer Alpen des Jahres 1932 spielenden Geschichte ist weitgehend auf drei Personen beschränkt. Der schottische Arzt Douglas Meredith ist mit Kate, einer sehr viel jüngeren Frau an seiner Seite, angereist. Er stellt sie zwar als seine Ehefrau vor, in Wirklichkeit ist sie jedoch seine Nichte, 25 Jahre jünger als er und seine heimliche Geliebte. Das ungleiche Paar, das ein Hauch von Tragik und Melancholie umgibt, plant eine Klettertour in die Berge. In Rückblenden wird die wahre Beziehung der beiden deutlich. Kate fühlte sich schon seit ihrer Kindheit wie magisch zu Douglas hingezogen. Als sie noch ein Kind ist, bricht er als Militärarzt nach Indien auf und kehrt erst zehn Jahre später, verheiratet, zurück. Kate, inzwischen eine junge Frau, fliegt ihm in die Arme, und schnell kommt es zu einer heimlichen Liebesbeziehung zwischen den beiden.
Hier in den Bergen wollen die beiden nicht nur entspannen, sondern ihre Beziehung zueinander klären. Der schwelende Konflikt zwischen Douglas und Kate droht in der Einöde des Hochgebirges aufzubrechen. Es kommt zu einer schicksalhaften Begegnung mit dem Bergführer Johann, der eher Kates Generation entspricht, der ihr gefällt und der bald ein Auge auf sie wirft. Kate erzählt ihm, dass Douglas zwar verheiratet ist, aber nicht mit ihr. Als Kate Douglas eröffnet, dass sie nicht mit ihm abreisen wird, sondern noch länger in dem Dorf bleiben will, reagiert er mit Unverständnis.
Bei einer gemeinsamen Bergtour entdecken sie in einer Gletscherspalte durch Zufall die Leiche eines Mannes. Wie Johann richtig vermutet, ist es die Leiche seines Onkels, der vor vierzig Jahren am Vorabend seiner Hochzeit zu einer Bergtour aufgebrochen war, von der er nie zurückgekehrt ist. Seine Braut, heute eine alte, wie eine Witwe schwarz gekleidete Frau, hatte nie geheiratet.
Johann beobachtet das Paar und begreift aber weder Kates noch Douglas’ Verhalten. Er sagt Kate offen, dass die Beziehung zwischen Douglas und Kate keine Zukunft habe und dass er das Verhalten des Paares für unrecht hält. Die beiden Männer beobachten einander, ihre Rivalität spitzt sich zu. Auf einer Klettertour, an der nur Johann und Douglas teilnehmen, spricht Johann das Thema Kate an, worauf Douglas mit Zorn und Eifersucht reagiert. Bei dem gefährlichen Abstieg bleibt Johann in der Wand hängen, löst einen Steinschlag aus und stürzt in die Tiefe, während Douglas überlebt.
Während der Abwesenheit beider Männer hat sich Kate dazu entschlossen, die Verbindung zu Douglas endgültig zu lösen. Nach der Bestattung von Johann reist Kate ab, und Douglas bleibt allein in dem Bergdorf zurück.

Cima di Castello, Graubünden

## Produktionsnotizen
Am Rande des Abgrunds entstand großenteils in den Schweizer Alpen (Cima di Castello, Val Forno Gletscher, Piz Badile im Kanton Graubünden). Drehorte waren Latsch GR, Pontresina und Samedan. Die Herstellungskosten betrugen rund 15 Millionen Dollar. Der Film wurde am 12. November 1982 in New York uraufgeführt und am 4. März 1983 erstmals in Deutschland gezeigt.
Die Bauten entwarf Willy Holt, die Kostüme Emma Porteous. Arthur Wooster besorgte mehrere Bergaufnahmen.
Sean Connery wird von Gert Günther Hoffmann synchronisiert.

## Kritiken
Die angloamerikanische Kritik ließ an diesem sehr handlungsarmen Film kaum ein gutes Haar, während die europäisch-intellektuellen Kritiker dem Altmeister zumindest ihren Respekt für seine letzte Filmregie zollten. Anlässlich seines 85. Geburtstages konstatierte Zinnemann 1992 in einem Interview: „Ich sage nicht, dass dies ein guter Film war. Aber es gab einen gewissen Grad an Bösartigkeit in den Rezensionen. Das Vergnügen, das einige Leute verspürten, den Film niederzumachen, tut richtig weh“.

„Fotografisch und handwerklich hervorragend gemachter Bergfilm, artverwandt den deutschen Epen der frühen 30er Jahre. Leider ist der Inhalt sehr dünn.“

„Die Adaption von Kay Boyles Geschichte kommt nicht richtig in die Gänge, trotz tadelloser Produktion. Langsam, ätherisch, letztendlich unbefriedigend.“

„Wie in fast allen Zinnemann-Filmen geht es auch in diesem melancholischen Melodram um moralische Entscheidungen, um Gewissenskonflikte. (…) In der schönsten Sequenz von Am Rande des Abgrunds finden die Dörfler in einer Gletscherspalte den Körper eines Mannes, der vor vierzig Jahren verschwunden war. Eine uralte Frau in Schwarz wird herbeigeholt. Stumm, regungslos steht sie vor dem Leichnam ihres Bräutigams, den das Eis in seiner jungenhaften Männlichkeit konserviert hat. Der Film wirkt sehr ähnlich: wie aufgetaut aus einer früheren, unschuldigeren Zeit des Kinos, von Fellinis Kameramann Giuseppe Rotunno mit sehr hellem, klarem Licht photographiert. Zinnemann verabscheut explizite Sex-Szenen, Im Moment der höchsten Leidenschaft sieht man, wie eine Perlenkette zerbricht. Am Rande des Abgrunds ist ein merkwürdig anrührendes Fundstück aus dem ‚musée sentimental‘ des Kinos, ganz ‚unzeitgemäß‘ und schon deshalb eine willkommene Oase in der Wüste der mechanischen Monster. Sean Connery, einer der wenigen großen Filmschauspieler, die es noch gibt, vollbringt unter Zinnemanns Regie seine vielleicht beste Leistung: zerrissen zwischen seiner Obsession und seinem Gefühl für Würde, aufbegehrend gegen das Alter, halb schon resigniert, sehr zärtlich und sehr allein. Die wichtigen Filme des Jahres 1983 sehen anders aus als diese behutsame Reise des alten Bergsteigers Fred Zinnemann in die Landschaft seiner Jugend. Aber was macht das schon? In Zinnemanns Film geht ein altmodischer Zauber um, der länger nachwirkt als manche aktuelle Mode-Sensation. Man kann sich das gut ansehen.“

„An Hand einer konventionellen Dreiecksgeschichte und mit den Mitteln des dramatischen Heimatfilms wird der Modellfall einer Gewissenskrise entwickelt. Ein weitgehend gelungener Versuch, abstrakte Probleme und innere Vorgänge in eindrucksvolle Naturbilder und eine packende äußere Handlung zu übertragen. Darüber hinaus ein persönlicher Versuch über Alter und Vergänglichkeit.“

Auch in der Zeit nach Zinnemanns Tod hat der Film keine umfassende Neubewertung erfahren, so finden sich etwa  bei Rotten Tomatoes insgesamt nur wenige Bewertungen, von denen die Mehrheit negativ ausfällt.